# Neuropeptide

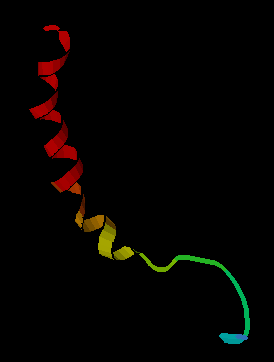
Neuropeptide Y

I neuropeptidi sono messaggeri chimici costituiti da piccole catene di amminoacidi che vengono sintetizzate e rilasciate dai neuroni. I neuropeptidi in genere si legano ai recettori accoppiati a proteine G (GPCR) per modulare l'attività neurale e altri tessuti come l'intestino, i muscoli e il cuore.
Esistono oltre 100 neuropeptidi conosciuti, che rappresentano la classe più ampia e diversificata di molecole di segnalazione nel sistema nervoso. I neuropeptidi sono sintetizzati da grandi proteine precorritrici che vengono scisse e trasformate in modo post-traduzionale, quindi confezionate in vescicole centrali dense. I neuropeptidi sono spesso rilasciati insieme ad altri neuropeptidi e neurotrasmettitori in un singolo neurone, producendo una moltitudine di effetti. Una volta rilasciati, i neuropeptidi possono diffondersi ampiamente per influenzare un'ampia gamma di bersagli.

## Sintesi
I neuropeptidi sono sintetizzati da grandi proteine precorritrici inattive chiamate prepropeptidi. I prepropeptidi contengono sequenze di una famiglia di peptidi distinti e spesso contengono copie ripetute degli stessi peptidi, a seconda dell'organismo. Oltre alle sequenze peptidiche precorritrici, i prepropeptidi contengono anche un segnale peptide, peptidi spaziatori e siti di scissione. La sequenza segnale peptidica guida la proteina alla via secretoria, a partire dal reticolo endoplasmatico. La sequenza segnale peptidica viene rimossa nel reticolo endoplasmatico, producendo un propeptide che viaggia verso l'apparato del Golgi dove viene scisso proteoliticamente e trasformato in più peptidi. I peptidi sono confezionati in dense vescicole centrali, dove possono verificarsi ulteriori scissioni ed elaborazioni, come l'ammidazione C-terminale. Le vescicole del nucleo denso vengono trasportate attraverso il neurone e possono rilasciare peptidi nella fessura sinaptica, nel corpo cellulare e lungo l'assone.

## Meccanismo
I neuropeptidi vengono rilasciati dalle vescicole del nucleo denso dopo la depolarizzazione della cellula. Alcune prove mostrano che i neuropeptidi vengono rilasciati dopo lo sparo o esplosione ad alta frequenza, distinguendo la vescicola del nucleo denso dal rilascio della vescicola sinaptica. I neuropeptidi utilizzano la trasmissione del volume e non vengono ricaptati rapidamente, consentendo la diffusione su vaste aree (da nm a mm) per raggiungere gli obiettivi. Quasi tutti i neuropeptidi si legano ai GPCR, inducendo cascate di secondi messaggeri a modulare l'attività neurale su scale temporali lunghe.
L'espressione dei neuropeptidi nel sistema nervoso è diversa. I neuropeptidi sono spesso rilasciati insieme ad altri neuropeptidi e neurotrasmettitori, producendo una varietà di effetti a seconda della combinazione di rilascio. Ad esempio, il peptide intestinale vasoattivo viene tipicamente rilasciato insieme all'acetilcolina. Anche il rilascio di neuropeptidi può essere specifico. Nelle larve di Drosophila, ad esempio, l'ormone di eclosione è espresso in due soli neuroni.

## Scoperta
Il primo neuropeptide, la sostanza P, fu scoperto da Ulf von Euler e John Gaddum nel 1931. All'inizio del 1900, i messaggeri chimici venivano estratti grossolanamente da cervelli e tessuti di animali interi e studiati per i loro effetti fisiologici. Nel tentativo di isolare e studiare l'acetilcolina, von Euler e Gaddum ricavarono un estratto in polvere grezza dall'intero cervello e intestino di equini e scoprirono che induceva contrazioni muscolari e abbassamento della pressione sanguigna. Gli effetti non sono aboliti dall'atropina e quindi non possono essere attribuiti esclusivamente all'acetilcolina. La sostanza P è stata purificata e sequenziata per la prima volta nel 1971 da Michael Chang e Susan Leeman, rivelando la sua catena peptidica di 11 amminoacidi. Metodi simili furono usati per identificare altri neuropeptidi all'inizio degli anni 1950, come la vasopressina e l'ossitocina.
Negli insetti, la proctolina è stato il primo neuropeptide ad essere isolato e sequenziato. Nel 1975, Alvin Starratt e Brian Brown estrassero il pentapeptide dai muscoli dell'intestino posteriore dello scarafaggio e scoprirono che la sua applicazione migliorava le contrazioni muscolari. Mentre Starratt e Brown inizialmente pensavano alla proctolina come a un neurotrasmettitore eccitatorio, la proctolina è stata successivamente confermata come un peptide neuromodulatore.
Il termine "neuropeptide" è stato utilizzato per la prima volta negli anni 1970 da David de Wied, che ha studiato gli effetti degli ormoni peptidici ACTH, MSH e vasopressina sull'apprendimento e sulla memoria.

## Bersagli del recettore
La maggior parte dei neuropeptidi agisce sui recettori accoppiati alle proteine G (GPCR). I neuropeptidi-GPCR si dividono in due famiglie: la classe della rodopsina e la secretina. La maggior parte dei peptidi attiva un singolo GPCR, mentre alcuni attivano più GPCR (es AstA, AstC, DTK). Le relazioni di legame peptide-GPCR sono altamente conservate negli animali. A parte le relazioni strutturali conservate, alcune funzioni del peptide-GPCR sono conservate anche in tutto il regno animale. Ad esempio, la segnalazione del neuropeptide F/neuropeptide Y è strutturalmente e funzionalmente conservata tra insetti e mammiferi.
Sebbene i peptidi colpiscano principalmente i recettori metabotropici, ci sono alcune prove che i neuropeptidi si legano ad altri bersagli recettoriali. Nelle lumache e nell'Hydra sono stati trovati canali ionici dipendenti dai peptidi (canali del sodio dipendenti dalla FMRFamide). Altri esempi di target non GPCR includono: peptidi insulino-simili e recettori tirosin-chinasi in Drosophila e peptide natriuretico atriale e ormone di eclosione con recettori della guanilil ciclasi legati alla membrana nei mammiferi e negli insetti.

## Azioni
I neuropeptidi sono messaggeri chimici antichi e molto diversi. A causa della loro natura modulatoria e diffusiva, possono agire su più scale temporali e spaziali. Di seguito sono riportati alcuni esempi di azioni neuropeptidi:

### Corilascio
I neuropeptidi sono spesso rilasciati insieme ad altri neurotrasmettitori e neuropeptidi per modulare l'attività sinaptica. Le vescicole sinaptiche e le vescicole del nucleo denso possono avere proprietà di attivazione differenziale per il rilascio, risultando in combinazioni di corilascio dipendenti dal contesto. Ad esempio, i motoneuroni degli insetti sono glutamatergici e alcuni contengono vescicole centrali dense con proctolina. All'attivazione a bassa frequenza, viene rilasciato solo il glutammato, producendo un'eccitazione rapida del muscolo. All'attivazione ad alta frequenza, tuttavia, le vescicole centrali dense rilasciano proctolina, inducendo contrazioni prolungate. Pertanto, il rilascio di neuropeptidi può essere messo a punto per modulare l'attività sinaptica in determinati contesti.
Alcune regioni del sistema nervoso sono specializzate per rilasciare insiemi distinti di peptidi. Ad esempio, l'ipotalamo e la ghiandola pituitaria rilasciano peptidi (es TRH, GnRH, CRH, SST) che agiscono come ormoni. In una sottopopolazione del nucleo arcuato dell'ipotalamo, sono co-espressi tre peptidi anoressizzanti: ormone stimolante i melanociti (α-MSH), galanina peptide simile e trascritto regolato da cocaina e anfetamina (CART), e in un'altra sottopopolazione sono co-espressi due peptidi oressizzanti, il neuropeptide Y e il peptide correlato all'agouti (AGRP). Questi peptidi vengono rilasciati in diverse combinazioni per segnalare segnali di fame e sazietà.
Quello che segue è un elenco di peptidi neuroattivi rilasciati insieme ad altri neurotrasmettitori. I nomi dei trasmettitori sono mostrati in grassetto.
Noradrenalina. Nei neuroni del gruppo cellulare A2 nel nucleo del tratto solitario), la noradrenalina coesiste con:
- Galanina
- Encefalina
- Neuropeptide Y

GABA
- Somatostatina (nell'ippocampo)
- Colecistochinina
- Neuropeptide Y (nel nucleo arcuato)

Acetilcolina
- VIP
- Sostanza P

Dopamina
- Colecistochinina
- Neurotensina
- peptide-1 simile al glucagone (nel nucleo accumbens)

Epinefrina (adrenalina)
- Neuropeptide Y
- Neurotensina

Serotonina (5-HT)
- Sostanza P
- TRH
- Encefalina

Alcuni neuroni producono diversi peptidi. Ad esempio, la vasopressina coesiste con dinorfina e galanina nei neuroni magnocellulari del nucleo sopraottico e del nucleo paraventricolare e con la CRF (nei neuroni parvocellulari del nucleo paraventricolare)
L'ossitocina nel nucleo sovraottico coesiste con encefalina, dinorfina, trascrizione regolata da cocaina e anfetamina (CART) e colecistochinina.

## Esempi
I segnali peptidici svolgono un ruolo nell'elaborazione delle informazioni diverso da quello dei neurotrasmettitori convenzionali e molti sembrano essere particolarmente associati a comportamenti specifici. Ad esempio, l'ossitocina e la vasopressina hanno effetti sorprendenti e specifici sui comportamenti sociali, compreso il comportamento materno e il legame di coppia. Il CCAP ha diverse funzioni tra cui la regolazione della frequenza cardiaca, l'allatostatina e la proctolina regolano l'assunzione e la crescita di cibo, la borsico controlla l'abbronzatura della cuticola e la corazonina ha un ruolo nella pigmentazione e nella muta delle cuticole.